# Pierre Lerat
Pierre Lerat (* 23. Dezember 1937) ist ein französischer Romanist und Linguist.

## Karriere
Pierre Lerat bestand die Agrégation im Fach Grammaire. Er habilitierte sich 1978 an der Universität Paris IV mit der Thèse Le ridicule et son expression dans les comédies françaises de Scarron à Molière und besetzte einen Lehrstuhl an der Universität Sorbonne Paris-Nord. Er spezialisierte sich auf die Fachsprachenlinguistik und insbesondere auf die Terminologie der Rechtssprache. 2019 veröffentlichte er einen Roman.

## Veröffentlichungen (Auswahl)
- Des mots aux textes. Quatre directions de recherches pour l'étude des textes au lycée. Hatier, Paris 1972.
- (Hrsg.) Gillet de La Tessonnerie: Le Docteur amoureux. Comédie attribuée à Molière. Le Desniaisé. Nizet, Paris 1973. Klincksieck, Paris 2019. (kritische Ausgabe)
- (mit Jean-Louis Sourioux) Le langage du droit. Presses universitaires de France, Paris 1975.
- Le ridicule et son expression dans les comédies françaises de Scarron à Molière. Lille 1980. (Thèse)
- (mit Jean-Louis Sourioux) L'Analyse de texte. Méthode générale et applications au droit. Dalloz, Paris 1980, 1986, 1992, 1997, 2004.
- Sémantique descriptive. Hachette, Paris 1983.
- (Hrsg. mit Robert Gallisson) Le Poids des mots dans l'enseignement. Didier Erudition, Paris 1987.
- Terminologie et sémantique descriptive. Conseil international de la langue française, Paris 1988.
- (mit Jean-Louis Sourioux) Dictionnaire juridique. Terminologie du contrat avec des équivalents en anglais et en allemand. Conseil international de la langue française, Paris 1994.
- Les langues spécialisées. Presses universitaires de France, Paris 1995. (spanisch 1997)
- Vocabulaire du juriste débutant. Décrypter le langage juridique. Ellipses, Paris 2007, 2017.
- (Hrsg. mit Leila Messaoudi) Les technolectes. Langues spécialisées en contexte plurilingue. CNRST URAC 56, Rabat 2014.
- Langue et technique. Hermann, Paris 2016. (Vorwort von Alain Rey)
- La rafale. Roman. Harmattan, Paris 2019.